# Póros (ort i Grekland, Joniska öarna, Nomós Kefallinías)
Póros (Poros) är en ort i Grekland.   Den ligger i prefekturen Nomós Kefallinías och regionen Joniska öarna, i den sydvästra delen av landet, 260 km väster om huvudstaden Aten. Póros ligger 1 meter över havet och antalet invånare är 1 059. Den ligger på ön Kefalonia Island.
Terrängen runt Póros är varierad. Havet är nära Póros åt nordost.  Närmaste större samhälle är Sámi, 15,3 km nordväst om Póros. 